# 介良
介良（けら）は、高知県高知市の町名。住居表示は未実施で郵便番号は781-5104 - 5107（高知東郵便局管区）。本項ではかつて概ね同区域に存在した長岡郡介良村（けらむら）についても記す。

## 地理
高知市の南東部、国道32号の南国バイパスの沿線にあたる。西で五台山・屋頭・高須東町・高須、北で大津および南国市明見、東で潮見台・南国市大埇・伊達野、南で同市稲生に接する。南国バイパスの南に並行して高知県道243号田村高須線、南北に高知県道248号栗山大津線が貫く。南で下田川が流れ、南東に鉢伏山、北に高天ヶ原山がそびえる。

### 山岳
- 鉢伏山
- 高天ヶ原山
- 介良山（介良富士）

### 河川
下田川水系
- 下田川
  - 介良川
    - 宮ノ谷川
    - 本江田（ほごだ）川

## 歴史
- 幕末 - 長岡郡介良村が存在。「旧高旧領取調帳」の記載によると高知藩領。
- 明治4年7月14日（1871年8月29日） - 廃藩置県により高知県の管轄となる。
- 1889年（明治22年）4月1日 - 町村制の施行により、近世以来の介良村が単独で自治体を形成。
- 1959年（昭和34年）10月7日 - 字井ノ浦・屋地・立道・久保前・小路口・溝淵・野添・中溝・池田・柄振田・南山添・井出元・谷桜・宮ノ脇・立岩・馬瀬・坂松・桜山および野地・天堤・サカキタニ・谷尻・西山添の各一部が南国市に編入。同市大字伊達野となる。
- 1972年（昭和47年）2月1日 - 高知市に編入。同日介良村廃止。同市介良を新設。
- 1989年（平成元年） - 一部が潮見台となる。

## 交通

### バス
とさでん交通
高知東部交通

### 道路
- 国道32号
  - 南国バイパス
- 高知県道243号田村高須線
- 高知県道248号栗山大津線

## 施設
- 高知市立介良中学校
- 高知市立介良小学校
- 高知市介良西部保育園
- 高知市愛善保育園
- 高知市中野保育園
- 高知東警察署介良駐在所
- 高知東郵便局
- 中野簡易郵便局
- 東部総合運動場
- 高知市農業協同組合（JA高知市）介良支所